# مجزرة عائلة حجازي (9 نوفمبر 2023)
مجزرة عائلة حجازي (9 نوفمبر 2023) هي مجزرةٌ ارتكبها سلاح الجوّ الإسرائيلي حينما أغارَ على منزل يتبع لعائلة حجازي الموجود في مدينة رفح، جنوبي قطاع غزة. وخلال ساعات المساء الأولى ليوم الخميس الموافق 9 نوفمبر 2023 قام سلاح الجو بشن سلسلة غارات استهدفت منزل عائلة الحجازي. هذه المجزرة من ضمن عدة مجازر وقعت خلال عملية طوفان الأقصى. تسبّبت هذه المجزرة الإسرائيليّة والتي استهدفت عائلة الحجازي إلى استشهاد أكثر من 23 شهيداً من عائلة الحجازي وجميعهم من عائلة واحدة، ومعظمهم أطفال ونساء إضافة إلى عشرات الجرحى وعدد كبير من المفقودين.

## خلفية الحدث
في ساعاتِ الصباح الأولى من يوم السابع من أكتوبر 2023 أطلقت حركة المقاومة الإسلامية حماس عبر ذراعها العسكري كتائب الشهيد عز الدين القسام عملية طوفان الأقصى وذلك ردًا على الاعتداءات الإسرائيلية وتدنيس الأقصى والاستمرار في الاستيطان، كما أكّد على ذلك محمد الضيف القائد العام للقسّام والذي أعطى إشارة انطلاق العمليّة التي شهدت اقتحامًا من المقاومين لمستوطنات غلاف غزة ونجحوا في قتلِ عدد كبيرٍ من الجنود الإسرائيلين، وأسر عشرات آخرين كما استطاعوا خلال ساعات قطع عشرات الكيلومترات ووصلوا لمستوطنات أبعد من تلك المحيطة والقريبة من قطاع غزة.
استمرَّت الاشتباكات بين الجيش الإسرائيلي وبين المقاومين في عديد من المستوطنات وعلى رأسها مستوطنة سديروت. الرد الإسرائيلي على هذه العمليّة جاء من خلال شنّ سلاح الجو الإسرائيلي عشرات الغارات العشوائيّة على القطاع متسبّبة في مقتل عشرات المدنيين وتدمير البنية التحتية لمدن القطاع، ليصل حد فرض إغلاق شامل وقطع متعمد لكل الخدمات من ماء وكهرباء وغاز، وهو ما هدَّد حياة أكثر من مليونَي فلسطيني يعيشُ داخل القطاع الذي يُعاني أصلًا من تبعات الحصار الخانق عليهم منذ ستة عشر عاماً.
وفي مساء يوم 27 أكتوبر/تشرين الأول، أعلن جيش الاحتلال الإسرائيلي بدء الهجوم بري على قطاع غزة من خلال بدء التوغل في بلدة بيت حانون ومخيم البريج. حدث الهجوم وسط سلسلة من الغارات الجوية الإسرائيلية واسعة النطاق التي أدت إلى قطع الاتصالات المتنقلة والوصول إلى الإنترنت في غزة.

## الضحايا
1. عمار يوسف عبد الله حجازي
2. خالد فضل حجازي حجازي
3. عمر خالد محمد زعرب
4. هنية عودة سليم حجازي
5. سلمى محمد سالم حجازي
6. تهاني حسن حجازي حجازي
7. خالد حجازي عودة حجازي
8. غالية حسن زكي حجازي
9. وصال محمد اسماعيل فرحات
10. نجوى عبدالله صبحي حجازي
11. فاطمة عبدالله صبحي حجازي
12. نجوى محمود خليل حجازي
13. رامز مفيد عبدالله حجازي
14. مفيد عبدالله عودة حجازي
15. عبدالله صبحي عبدالله حجازي
16. رسمية عودة حجازي
17. محمود ناجي حجازي
18. وسام حمد حجازي
19. حسين أسامة حجازي
20. خالد احمد طباسي
21. بيسان حمد حجازي
22. ريماس دهليز (حجازي)
23. ياسر فايق سليمان حجازي